# Mariana Avitia
Mariana Avitia (n. 18 septembrie 1993, Monterrey, Nuevo León, Mexic) este o arcașă ce a reprezentat Mexic, medaliată olimpică. A participat la două ediții ale Jocurilor Olimpice (2008, 2012) în care a câștigat două medalii de bronz.